# Neuville (Calvados)
Neuville est une ancienne commune française du département du Calvados et la région Normandie, intégrée depuis 1953 à Vire, elle-même devenue le 1er janvier 2016 commune déléguée de Vire Normandie. 

## Toponymie
Le toponyme est formé à partir de l'ancien français vile dans son sens originel de « domaine rural » issu du latin Villa rustica, et de neuf qui a conservé son sens. Il s'agit donc initialement d'un « nouveau domaine ».
La répartition des Neuville montre que leur présence s'avère exceptionnelle au sud d'une ligne reliant les départements du Calvados à l'Ain.

## Histoire
En 1953, Vire (3 929 habitants en 1946) absorbe Neuville (1 650 habitants) au nord de son territoire.

## Démographie
| 1793 | 1800 | 1806 | 1821 | 1831 | 1836 | 1841 |
| ---- | ---- | ---- | ---- | ---- | ---- | ---- |
| 818  | 874  | 866  | 984  | 930  | 956  | 981  |

| 1846  | 1851 | 1856 | 1861 | 1866 | 1872 | 1876 |
| ----- | ---- | ---- | ---- | ---- | ---- | ---- |
| 1 059 | 984  | 950  | 895  | 885  | 864  | 923  |

| 1881 | 1886  | 1891  | 1896  | 1901  | 1906  | 1911  |
| ---- | ----- | ----- | ----- | ----- | ----- | ----- |
| 930  | 1 020 | 1 044 | 1 093 | 1 082 | 1 179 | 1 188 |

| 1921  | 1926  | 1931  | 1936  | 1946  | - | - |
| ----- | ----- | ----- | ----- | ----- | - | - |
| 1 304 | 1 372 | 1 423 | 1 418 | 1 650 | - | - |

## Lieux et monuments
- Église Notre-Dame.